# Personer i Sverige födda i Libanon
Till personer i Sverige med ursprung i Libanon räknas personer som är folkbokförda i Sverige och som har sitt ursprung i Libanon. Enligt Statistiska centralbyrån fanns det 2017 i Sverige sammanlagt cirka 27 500 personer födda i Libanon. 2019 bodde det sammanlagt 65 453 personer i Sverige som antingen själva var födda i Libanon eller hade minst en förälder som var det.

## Historik
Migrationen från Libanon till Sverige tog på allvar fart i samband med inbördeskriget i Libanon, som utkämpades mellan 1975 och 1990.

## Svenskar med libanesisk bakgrund
Den 31 december 2014 fanns 31 885 personer födda i Sverige med libanesisk bakgrund eller ursprung (enligt Statistiska centralbyråns definition):
- Personer födda i Sverige med båda föräldrarna födda i Libanon: 15 205
- Personer födda i Sverige med fadern född i Libanon och modern i ett annat utländskt land: 6 197
- Personer födda i Sverige med modern född i Libanon och fadern i ett annat utländskt land: 4 763
- Personer födda i Sverige med fadern född i Libanon och modern i Sverige: 4 540
- Personer födda i Sverige med modern född i Libanon och fadern i Sverige: 1 180

Den 31 december 2014 fanns 25 699 personer i Sverige som var födda i Libanon, varav 14 299 män (55,6 %) och 11 400 kvinnor (44,4 %). Motsvarande siffra för den 31 december 2000 var 20 038, varav 11 131 män (54,6 %) och 9 097 kvinnor (45,4 %).
Den 31 december 2015 fanns 2 595 personer i Sverige som saknade svenskt medborgarskap men hade libanesiskt, varav 1 565 män (60,31 %) och 1 030 kvinnor (39,69 %).

## Åldersfördelning
Siffror från SCB enligt den 31 december 2014:
- 0–14 år: 698 (2,7 %)
- 15–64 år: 23 725 (92,3 %)
- 65 år och äldre: 1 276 (5,0 %)

## Historisk utveckling
| Libanesiska medborgare utan svenskt medborgarskap i Sverige 1973–2015                                                     | Libanesiska medborgare utan svenskt medborgarskap i Sverige 1973–2015 | Libanesiska medborgare utan svenskt medborgarskap i Sverige 1973–2015 | Libanesiska medborgare utan svenskt medborgarskap i Sverige 1973–2015 | Libanesiska medborgare utan svenskt medborgarskap i Sverige 1973–2015 |
| --- | --------------------------------------------------------------------- | --------------------------------------------------------------------- | --------------------------------------------------------------------- | --------------------------------------------------------------------- |
| |                                                                       |                                                                       |                                                                       |                                                                       |
| År |                                                                       |                                                                       | Folkmängd                                                             |                                                                       |
| 1973 | 1973                                                                  |                                                                       | 218                                                                   |                                                                       |
| 1975 | 1975                                                                  |                                                                       | 263                                                                   |                                                                       |
| 1980 | 1980                                                                  |                                                                       | 1 561                                                                 |                                                                       |
| 1985 | 1985                                                                  |                                                                       | 1 701                                                                 |                                                                       |
| 1990 | 1990                                                                  |                                                                       | 6 547                                                                 |                                                                       |
| 1995 | 1995                                                                  |                                                                       | 3 818                                                                 |                                                                       |
| 2000 | 2000                                                                  |                                                                       | 3 369                                                                 |                                                                       |
| 2005 | 2005                                                                  |                                                                       | 2 116                                                                 |                                                                       |
| 2010 | 2010                                                                  |                                                                       | 2 640                                                                 |                                                                       |
| 2015 | 2015                                                                  |                                                                       | 2 595                                                                 |                                                                       |
| Anm.: Befolkning den 31 december respektive år. Personer med dubbelt medborgarskap, varav det ena svenskt, inräknas inte. |                                                                       |                                                                       |                                                                       |                                                                       |

### Födda i Libanon
| Personer i Sverige födda i Libanon 1960–2024 | Personer i Sverige födda i Libanon 1960–2024 | Personer i Sverige födda i Libanon 1960–2024 | Personer i Sverige födda i Libanon 1960–2024 | Personer i Sverige födda i Libanon 1960–2024 |
| --- | -------------------------------------------- | -------------------------------------------- | -------------------------------------------- | -------------------------------------------- |
| |                                              |                                              |                                              |                                              |
| År |                                              |                                              | Folkmängd                                    |                                              |
| 1960 | 1960                                         |                                              | 15                                           |                                              |
| 1970 | 1970                                         |                                              | 240                                          |                                              |
| 1980 | 1980                                         |                                              | 2 170                                        |                                              |
| 1990 | 1990                                         |                                              | 15 986                                       |                                              |
| 2000 | 2000                                         |                                              | 20 038                                       |                                              |
| 2001 | 2001                                         |                                              | 20 228                                       |                                              |
| 2002 | 2002                                         |                                              | 20 473                                       |                                              |
| 2003 | 2003                                         |                                              | 20 811                                       |                                              |
| 2004 | 2004                                         |                                              | 21 106                                       |                                              |
| 2005 | 2005                                         |                                              | 21 441                                       |                                              |
| 2006 | 2006                                         |                                              | 22 697                                       |                                              |
| 2007 | 2007                                         |                                              | 22 967                                       |                                              |
| 2008 | 2008                                         |                                              | 23 291                                       |                                              |
| 2009 | 2009                                         |                                              | 23 701                                       |                                              |
| 2010 | 2010                                         |                                              | 24 116                                       |                                              |
| 2011 | 2011                                         |                                              | 24 394                                       |                                              |
| 2012 | 2012                                         |                                              | 24 743                                       |                                              |
| 2013 | 2013                                         |                                              | 25 212                                       |                                              |
| 2014 | 2014                                         |                                              | 25 699                                       |                                              |
| 2015 | 2015                                         |                                              | 26 159                                       |                                              |
| 2016 | 2016                                         |                                              | 26 906                                       |                                              |
| 2017 | 2017                                         |                                              | 27 487                                       |                                              |
| 2018 | 2018                                         |                                              | 28 119                                       |                                              |
| 2019 | 2019                                         |                                              | 28 508                                       |                                              |
| 2020 | 2020                                         |                                              | 28 885                                       |                                              |
| 2021 | 2021                                         |                                              | 29 313                                       |                                              |
| 2022 | 2022                                         |                                              | 29 770                                       |                                              |
| 2023 | 2023                                         |                                              | 29 876                                       |                                              |
| 2024 | 2024                                         |                                              | 29 774                                       |                                              |
| Anm.: Befolkning den 31 december respektive år förutom åren 1960 och 1970 som avser förhållandet den 1 november och år 1980 som avser förhållandet den 15 september. |                                              |                                              |                                              |                                              |